# Cão de tração

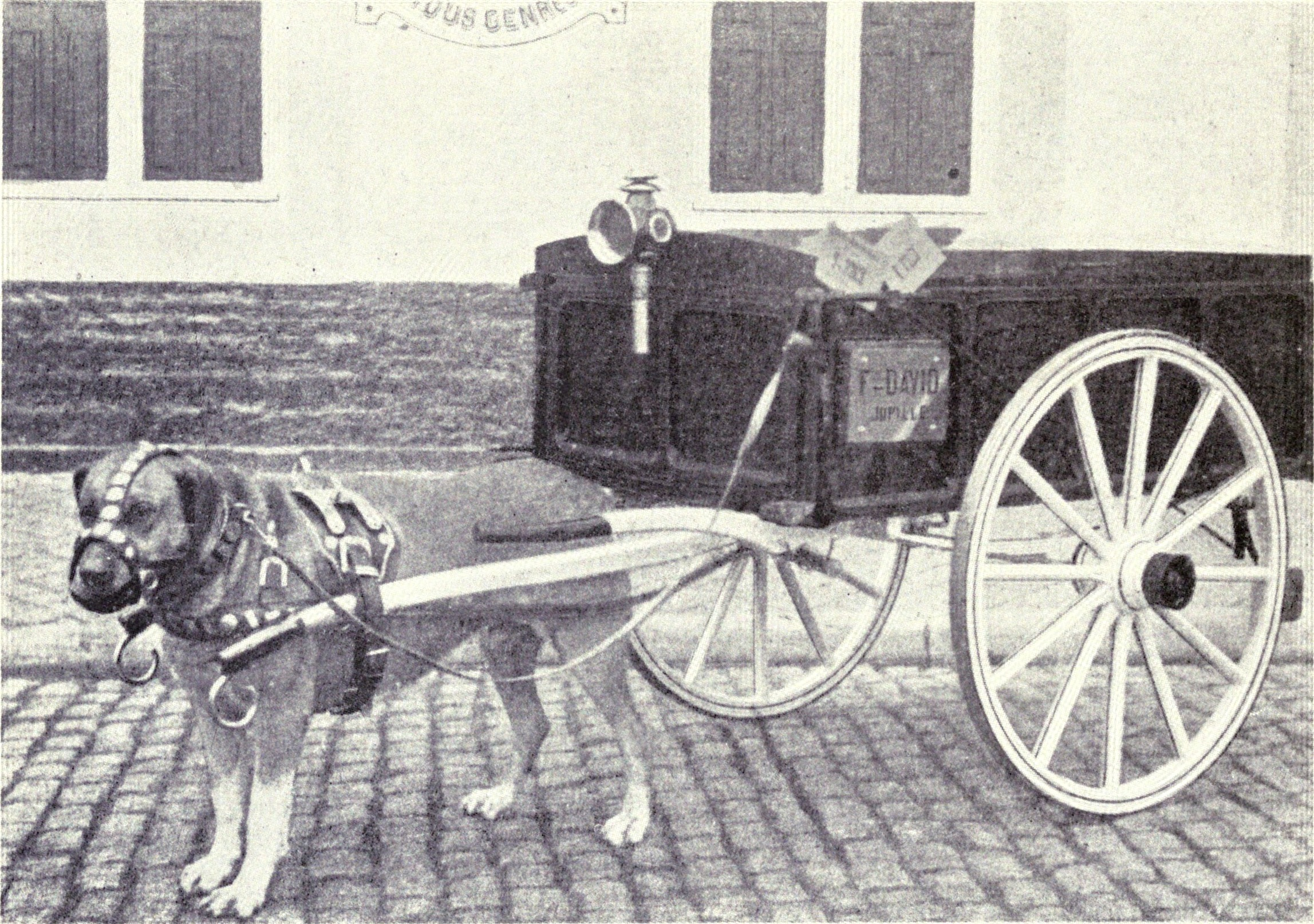
Um cão belga de tração, 1915.

Um cão de tração é um cão criado e utilizado para puxar pequenas carroças. Cães criados para esse trabalho tem uma poderosa constituição física. Todos os cães de tração têm as qualidades que são necessárias, como a força e a determinação. Os cães de tração são geralmente do tipo molosso e hoje podem ser utilizados para competições esportivas, porém antigamente serviam para transporte de pequenas cargas de leite, carne, etc, além também de terem atuado nas guerras mundiais tracionando carroças com armas grandes.

## Raças

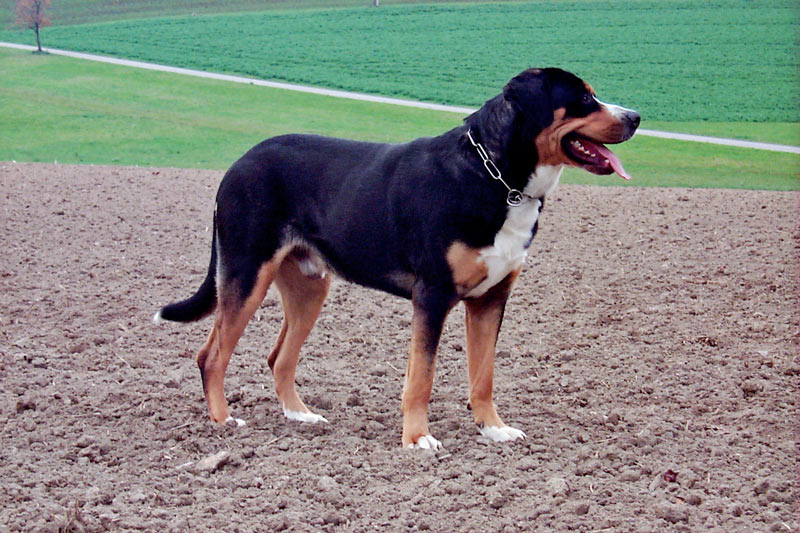
Um cão adulto da raça Grande Boiadeiro Suíço. Uma raça tradicionalmente utilizada para tração.

Estas são algumas das raças de cães de trabalho conhecidas pela sua atuação como cães de tração:
- Grande Boiadeiro Suíço
- Boiadeiro bernês

- Boiadeiro de Entlebuch
- Boiadeiro de Appenzell
- Cão belga de tração
- Leonberger
- Rottweiler
- São-bernardo